# Instituto Max Planck de Astrofísica
O Instituto Max Planck de Astrofísica (em alemão:  Max-Planck-Institut für Astrophysik - MPA) é uma instituição de pesquisa não universitária patrocinada pela Sociedade Max Planck, com sede em Garching bei München. O instituto realiza principalmente pesquisas básicas no campo das ciências naturais na área da astrofísica.

## História
O Instituto de Astrofísica surgiu do departamento de mesmo nome do Instituto Max Planck de Física de Göttingen. Quando o instituto foi transferido para Munique em 1958, este departamento foi expandido para se tornar o MPI de Física e Astrofísica, com Werner Heisenberg e Ludwig Biermann como diretores. O trabalho em astrofísica teórica forneceu conhecimentos fundamentais sobre a física solar, física de plasma e estrutura estelar. Em 1963 o Instituto Max Planck de Física Extraterrestre foi fundado como um novo sub-instituto. Em 1991 foi dividido em três Institutos Max Planck independentes, o Instituto Max Planck de Física, o MPI de Astrofísica e o Instituto Max Planck de Física Extraterrestre.

## Infraestrutura
O instituto é dirigido desde o começo de 2021 por quatro diretores: Guinevere Kauffmann, Eiichiro Komatsu, Selma de Mink e Volker Springel.
No final de 2006 o instituto empregava um total de 120 pessoas, incluindo 46 cientistas e 34 jovens cientistas; além disso, havia nove funcionários financiados por terceiros e 61 pesquisadores convidados no ano de referência.
De Mink assumiu seu cargo como diretora em 1 de janeiro de 2021 e chefia o departamento de astrofísica estelar